# ギュスターヴくん
『ギュスターヴくん』は、ヒグチユウコの絵本であり、2016年に白泉社から出版された。

## 内容
本作のタイトルキャラクターであるギュスターヴくんは、ネコとヘビ、そしてタコを合わせたような姿をしている。
物語は、ワニがギュスターヴくんに「君はネコなのか、ヘビなのか、タコなのか」と尋ねる場面から始まり、ネコと答えたギュスターヴくんに対してワニが反論する。そして、ギュスターヴくんの持っていた本から大勢のギュスターヴくんが出てくるという展開を迎える。

## 作品背景
本作は、POLA MUSIUM ANNEXから企画展のオファーが来た際、ギャラリーを回った際に単体で楽しめる展示があるとよいと考えたヒグチが、そこから絵本1冊分の物語を描き、それを書籍化することを提案したことがきっかけで誕生した。
ギュスターヴくんは、ヒグチが実家で飼育していた猫のボリスをモチーフとしている。
ヒグチはそのことで彼がネコとみられることが多いとしつつも、彼女自身の中では彼が何の生き物かわからない怪物だと朝日新聞のインタビューの中で話している。
また、ギュスターヴという名前について、ヒグチは同名のワニの個体と関連付けている。
一方、ワニは本当に単なるワニであり、常識的な考え方を持ちつつも、ギュスターヴくんに振り回される役回りとなっている。
本作の物語は起承転結が成立しているものの、ヒグチ自身が勧善懲悪の物語があまり好きではないこともあり、物事に答えがないことを示す内容となっている。

## 反響
ヒグチによると、本作は出版後そこまで反響が出なかったという。それでも、ヒグチの中では思い入れがある作品であり、巡回展では中心に据えられている。